# Ciudad Barrios
da Ciudad Barrios.
Ciudad Barrios é um município localizado no departamento de San Miguel, em El Salvador. É a terra natal do arcebispo Óscar Romero.